# ヴィクトル・グリシン
ヴィクトル・ワシリエヴィッチ・グリシン（ロシア語：Ви́ктор Васи́льевич Гри́шин、ラテン文字表記の例：Viktor Vasilyevich Grishin、1914年9月18日 - 1992年5月25日）は、ソビエト連邦の政治家。モスクワ党第一書記を務めた。

## 来歴・人物
1914年9月18日、ロシア帝国モスクワ州セルプホフで生まれた。彼は幼少期に鉄道で働き、1938年から1940年まで赤軍に勤めた。1939年にはソ連共産党に入党した。1941年に党及び組合活動に入り、1950年からは党モスクワ市委員会で活動。1956年、全ソ連邦労働組合評議会議長となり、以後11年間にわたりソ連労働組合最高指導者を務めた。1952年、党中央委員に選出。労働組合から退いた1967年から1985年にかけてモスクワ市党委員会第一書記を務め、1971年からはソ連共産党政治局員となった。レオニード・ブレジネフに代表される保守派の党官僚（アパラチキ）だった。
コンスタンティン・チェルネンコ政権末期には、彼は後継者の1人と見なされるようになる。彼はチェルネンコとの親密さを強調するために、1985年初頭に終末期のチェルネンコを引きずり出して、グリシンの補助のもとでロシア・ソビエト連邦社会主義共和国最高会議選挙の投票をさせた。しかしこの行動は裏目に出て、おおよそ無慈悲な行為と捉えられた。歴史学者のロイ・メドヴェージェフによると、チェルネンコは生前「グリシンに信頼を寄せているので、是非彼を後継者に選ぶように」という内容の遺書を残していたという。実際、党内ではグリシンを推す派閥が出来つつあるということが誰の目にも明らかだった。
1985年3月のチェルネンコ書記長死去時、党政治局員（農業担当書記・第二書記）のミハイル・ゴルバチョフと、同じく党政治局員（重工業・軍事工業担当書記）のグリゴリー・ロマノフが後継として浮上したが、ロマノフは自分の代わりにグリシンを推した。しかし、政治局会議はゴルバチョフを後継の書記長に選出し、グリシン及びロマノフの企図は潰えた。
ゴルバチョフの政敵となったグリシンは、同年12月にモスクワ党第一書記を解任された。グリシンの後、モスクワ党第一書記を襲ったのはボリス・エリツィン（後のロシア大統領）である。1986年2月18日には政治局員を解任され、年金生活入りを余儀無くされた。
1992年5月25日、モスクワの社会保障センターで年金の相談を受けている最中に突然倒れて死去した。77歳であった。